# Гвалиор (крепость)
Гвалиорский форт (хинди ग्वालियर का क़िला, санскр. ग्वालियर् दुर्गम्) — крепость у города Гвалиор, штат Мадхья-Прадеш.
Сооружение современный вид приобрело в XIV—XV вв, но сама крепость известна ещё с VI—VIII веков. Построен форт на холме, сложенным из охристого песчаника и базальта. Высота над окружающей местностью — около 90 м., высшая точка возвышенности — более 100 м. Кроме того, в этой местности находилось пересечение торговых путей, а расположение на вершине увеличивало обзор и облегчало оборону. Издавна это был центр Малвы. В 1399 году, когда атаки Тамерлана усилили политическую нестабильность территории, крепость перешла в руки военачальника Томара, который построил несколько дворцов. В 1519 году форт Гвалиор захватила династия Лоди. В начале XVIII веке крепостью руководила Гохадская династия. Позже крепость вплоть до 1948 года входила в Гвалиорское княжество. В настоящее время комплекс принадлежит штату.
Интересно, что именно крепость дала имя построенному позже городу Гвалиор. Само же название происходит от имени отшельника Гвалипа, одно время жившего здесь.
Сегодня Гвалиорская крепость остаётся одним из крупнейших комплексов строений в Индии: его длина около 2 км., ширина в некоторых местах достигает 1 км. До настоящего времени сохранились шесть дворцов, шесть храмов, мечеть, восемь бассейнов и редчайшие памятники индийского зодчества XI века. У стен крепости в XV веке были высечены в толще скалы гигантские джайнские статуи, достигающие высоты 18 м. Так же посетителей привлекает панорамный вид на город и окружающую местность.